# 英国君主
聯合王國君主（英語：Monarchy of the United Kingdom），或稱英國君主（British monarchy），是英国及其海外领地的君主立宪制国家元首，其中王室属地为君主直接擁有的领土。男性君主的头衔为“国王”，女性君主的头衔为“女王”（Queen）。现任君主为国王查爾斯三世，于2022年9月8日即位。君主亦是英聯邦元首和英國以外14個國家的國家元首。
君主及其他王室成员具有一系列的官方、礼仪、外交和代表性权力。在虛位元首体系之下，君主的职责仅限于授勋及嘉奖和任命首相。根据传统，君主亦为英國三軍總司令。现今英国政府的行政权力名义上仍旧通过君主的皇家特权来行使，但事实上这一权力仅能根据国会立定的法律行使，并且受到传统与慣例的限制。
英国的君主政体可以追溯至中世纪早期苏格兰及盎格鲁-撒克逊英格兰的诸多小王国。这些政权至公元10世纪已统一为英格兰和苏格兰两个王国。1066年在诺曼征服英格兰的过程中，最后一位加冕盎格鲁-撒克逊君主的哈罗德二世于黑斯廷斯战役中战败并战死，英格兰王权由此转移至征服者威廉及其后裔手中。
13世纪，威尔士公国成为英格兰的从属国。同一时期，《大宪章》开始对英格兰君主的政治权力进行限制。
1603年，苏格兰国王詹姆斯六世继承英格兰王位，称英格兰国王詹姆斯一世，由此英格兰王国与苏格兰王国结为共主邦聯。1649年至1660年，英国君主制为英格兰共和国所打断。《1701年嗣位法令》将信仰罗马天主教或与天主教徒结合者排除于王位继承顺位之外。1707年，英格兰王国与苏格兰王国合并为大不列顛王國。1801年，大不列颠王国与愛爾蘭王國合并为大不列颠及爱尔兰联合王国。大英帝国于1921年达到其领土最大范围，囊括了全球近四分之一的领土。
1922年，爱尔兰六分之五的领土宣布脱离英国独立，成立爱尔兰自由邦。1926年的《贝尔福宣言》承认帝国各自治領将各自发展为独立自治国家，《1931年西敏法令》通過後生效，但仍旧为英联邦的一部分。第二次世界大战之后，大多数的英国殖民地和领地独立，基本宣告了帝国时代的终结。乔治六世及其之后的继承人使用了大英國協元首这一称号，象征其独立成员国的自由联合。
现今英联邦成员国之中，含英国在内仍有15个国家以查理三世为君主和国家元首，这些国家被称为“英聯邦王國”。“英国君主”一词仍旧用于形容这一体系下的君主和政体，但事实上每个国家都为独立主权国家，在不同国家君主官方头衔亦有所不同。

## 宪政职能
根据不成文的英国宪法，君主为国家元首；效忠宣誓的对象为國王及其合法继承人；《天佑国王》（或《天佑女王》）为英国国歌；君主出现于邮票、硬币与纸币之上。
君主对于政府的直接影响很小。行政权力的执行一般根据法规或传统下放至各大臣和公共机构手中，不由君主亲自执行。由此国家的行为都以君主之名实行（如王室任免），即使是一些由君主亲自执行的行为如御座致辞和国会开幕大典都是在其他地方决定的：
- 立法权由國王會同國會行使，国会、上议院和下议院提供建议和许可。
- 行政权由國王陛下政府行使，包括各阁员如首相和内阁，技术上来说为枢密院的一个委员会，并负责指挥协调軍隊、公務員團隊、外交官團隊（英语：His Majesty's Diplomatic Service）和秘密情报局等（对于一些情报，国王有优先获知权）[5]。
- 司法权由司法机构（英语：Judiciary of England and Wales）行使，根据宪法和法规[6]独立于政府。
- 英国国教会领袖为君主，但有其自己的立法、司法和行政机构。
- 独立于政府的权力一般通过法规或委任状（如枢密令和皇家委员会）交予其他公共机构行使。

立宪君主一般只受限于一些非党派职责，如授勋及嘉奖。这一状况自19世纪起便受到了注意。沃尔特·白芝浩1867年称君主为政府的“荣誉部分”而非“有效部分”。

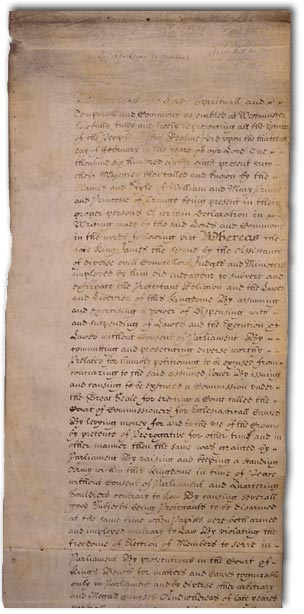
英格兰《1689年权利法案》限制了君主的政府权力。

### 任命首相
君主在有需要时负责任命新任英国首相（根据传统，首相有权任意任命和罢免任何阁员，由此事实上组成并掌控英國內閣）。根据不成文的宪政传统，君主必须任命获得下议院支持者为首相，此人一般为在下议院拥有多数席位的政党或联盟的领袖。候任首相私下会见君主，在“吻手禮”（kissing hands）之后立刻正式就职，无需其他法令或举措。
在出现悬浮国会即无任何政党或联盟拥有多数席位时，君主将获得扩大的权力以任命最可能获得多数支持的政客为首相，但此人一般仍为國會多數政黨的黨魁。自1945年以来仅出现过两次悬浮国会状况。第一次发生于1974年2月大选后，爱德华·希思由于无法组成联盟而辞职，任命哈罗德·威尔逊为首相。威尔逊所领导的工党未获得多数席位，但为第一大党。第二次发生于2010年5月大选后，保守党（第一大党）与自由民主党（第三大党）宣布组成自第二次世界大战以来的首届联合政府。

### 解散国会
1950年国王的私人秘书匿名向《泰晤士报》投稿，描述了一宪政传统：根据拉塞尔斯原则（Lascelles Principles），若一少数政府希望解散政府以提前大选由此巩固其地位，君主有权在三种状况下拒绝。1974年末威尔逊希望解散国会，由于希思未能组建联合政府，女王准许了这一请求。此后的大选使威尔逊获得了多数。理论上君主有权单方面罢免首相，但现今首相只有在选举失败、死亡或主动辞职时才能去职。上一位罢免首相的君主要追溯至威廉四世，他于1834年罢免了墨尔本子爵。

### 皇家特权
政府的一些行政权力在理论和名义上属于君主，称皇家特权。君主的行为受到传统和先例的限制，通常仅会在内阁成员（一般为首相或枢密院）的建议之下才行使特权。君主每周会与首相会面一次，会面将不会進行记录，其内容将会保密。君主可表达其观点，但作为立宪元首必须接受首相和内阁的决定。白芝浩称：“君主在立宪制度下有三项权力——商议、鼓励与警告。”
皇家特权非常广泛并无需通过国会认可，但事实上受到许多限制。许多特权已经无法再使用或转移至国会。君主已经无法创立和征收新税；这一举措需通过国会法令许可。根据一份国会报告，“君主无权订立新特权”，且国会有权通过立法废除任何特权。
皇家特权包括任命和罢免阁员、规制公務員團隊、发行护照、宣战、講和、指挥军队、协商和签署条约、同盟以及国际协定——但条约无法修改英国国内的法律，除非经过国会法令许可。君主为英国三軍（皇家海军、英国陆军和皇家空军）統帥，委任駐外大使和高级专员，会见外国駐英使节。
君主有权召开和休止国会。每届国会会期在君主宣召后开始。在国会开幕大典中，君主在上议院会堂中宣读御座致辞（Speech from the throne），勾划政府来年的施政大纲。休会一般在国会开幕后一年发生，并正式宣告会期完结。国会解散亦终结国会会期，下议院大选此后举行。根据《2011年国会固定任期法令》，大选一般每五年举行一次，但在首相失去信任或三分之二的下议院议员提议的情况下可以提前举行。在2022年制定《2022年解散及召集議會法》之後，廢止《2011年定期國會法令》，恢復解散國會的舊制。
国会通过的法令需要获得御准（Royal assent）才能生效。理论上君主可以頒授御准（立法）或拒授御准（拒准），但自1707年来拒准的情况不再发生。
君主与苏格兰、威尔士和北爱尔兰的放权政府关系类似。君主任命苏格兰议会提名的苏格兰首席部长及威尔士国民议会提名的威尔士首席部长。在苏格兰事务方面，君主根据苏格兰政府的建议行权。威尔士的放权程度有限，因此在威尔士事务上君主根据英国首相和内阁建议行权。若北爱尔兰事务大臣认为北爱尔兰议会通过的法令违宪，君主有权行使否决权。
君主有“司法源泉”（fount of justice）之稱。其本人不亲自行司法权力，但司法裁决都以其名义进行。公诉的原告均为君主，而法庭的权力均来源于君主。普通法体系之下君主“不能犯错”，由此无法以刑事犯罪為由起诉君主。《1947年官方法律程序法令》允许民事起诉君主的公務身份（即起诉政府），但无法起诉君主的私人身份。君主亦有权特赦罪犯或减免刑罚。
君主亦为“荣誉源泉”（fount of honour），为全英国所有的授勋和嘉奖的来源。君主颁发贵族爵位、任命骑士团团员、授予荣誉称号等。爵位和多数荣誉都在首相的建议之下授予，但君主亦可私人奖赏荣誉。君主本人授予嘉德勋章、蓟花勋章、皇家维多利亚勋章和功绩勋章。

## 历史

### 英格兰君主

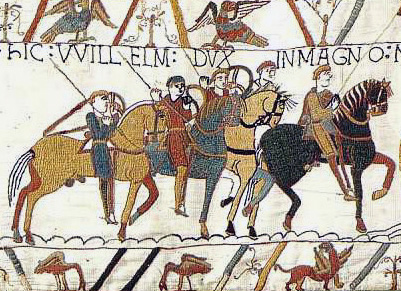
贝叶挂毯描绘了1066年诺曼征服的场景。

九世纪時，维京人大舉入侵英格蘭，盎格鲁-撒克逊威塞克斯王国成为英格兰地区的首要国家。阿尔弗雷德大帝巩固了威塞克斯的政权，统治西部的麦西亚，自称“英格兰人之王”（King of the English）。其孙埃塞尔斯坦是第一位统治今英格兰全境的国王，虽然其所统治的地区仍旧具有较强的地域特征。尽管同丹麦的数场战争失利而使英格蘭短暫受丹麦统治，11世纪的英格兰总体上还是更加稳定了。1066年诺曼底公爵威廉征服英格兰，带来政治和社会上的巨大变革，他延续了盎格鲁-撒克逊时期的中央集权制度，同时封建制度也继续发展。
威廉一世的英格兰王位由其二子威廉二世和亨利一世先后继承。威廉一世的长子诺曼底公爵罗贝尔二世未能宣称王位，且在1106年坦什布赖战役中被亨利一世击败囚禁，其子吉约姆·克利顿出逃。亨利一世的唯一嫡子吉约姆·阿德兰意外身亡后，吉约姆·克利顿意图奪位，但在1128年被杀。囚禁中的罗贝尔二世在1134年去世後，亨利宣布其唯一嫡女玛蒂尔达为继承人而引发争议。隔年（1135年）亨利过世，威廉一世的外孙斯蒂芬自稱有權繼承王位，并在多数男爵的支持下奪權成功，玛蒂尔达不服其统治而进行挑战，由此英格兰陷入一段政局不稳定的时期，称无政府时代（The Anarchy），苟且掌權的斯蒂芬最終妥协由玛蒂尔达之子亨利继承王位，並于1154年加冕为亨利二世，成为英格兰首位安茹国王及金雀花王朝的首位君主，斯蒂芬后人則未宣称王位繼承權。
金雀花王朝时期，国王与贵族之间的多有斗争与内乱。亨利二世面临其子理查和约翰的叛乱。即便如此，亨利仍旧扩张王国版圖，日后称为安茹帝国。亨利过世后其在世长子理查即位，理查离境参加十字军东征，多数时候不在国内，並在一次围城战中阵亡，其弟约翰继承王位，约翰亡兄若弗鲁瓦二世之子、也是理查之前的储君阿蒂尔不服，但在1202年被约翰俘虏后于次年失踪，阿蒂尔的姐姐埃莉诺亦被约翰软禁。
约翰統治期間與貴族間對王权消長展開斗争，1215年，貴族们迫使其颁布《大宪章》以限制王全、保障贵族权利和自由，隨后引發的持续內戰，称為第一次男爵战争，法兰西太子路易亦以约翰外甥女婿的身份得到叛乱诸侯的支持而宣称王位、佔領半個英格蘭，称路易斯一世。1216年约翰过世，王位由其9岁的儿子亨利三世继承，叛乱诸侯也多转而支持亨利三世。1217年路易战败，放弃英格兰王位。埃莉诺對王位的宣称雖未獲支持，且按约翰的遗命，她被软禁直到1241年去世。《伦敦编年史》称她为王位合法继承人，《拉纳科斯特编年史》记载了她临终前亨利三世送她一顶金王冠的传说，因为若弗鲁瓦二世已无后代，亨利三世成为家族长房。
在亨利统治后期，西蒙·德孟福尔领导男爵们进行叛变，第二次男爵战争开始。王权派最终胜利，大量反叛者死亡，但国王仍迫于形勢，於1265年宣召国会。1268年亨利三世下令埃姆斯伯里教堂在纪念历代先王和王后时，一并纪念阿蒂尔和埃莉诺姊弟。
繼任国王爱德华一世在维护王权方面要更加成功，並征服了威尔士，他还试图统治苏格兰，但其在苏格兰的所得都为其继承人爱德华二世丧失殆尽。爱德华同时还要面对同贵族的斗争。1311年，爱德华二世被迫将其部分权力转让予贵族委员会，但1322年他通过军事胜利夺回权力。即便如此，1327年爱德华最终仍被其妻伊莎贝拉废黜并杀死，其14岁的儿子登基为爱德华三世。
因爱德华三世对法国王位继承权提出宣称，挑起英格兰和法国间的百年战争，並取得大量法国领土，但至1374年又悉數失去，其治内国会进一步发展为上、下两院。1377年爱德华三世过世，其10岁的孙子理查二世即位，与其先辈一样，理查亦因试图集中权力而與贵族们发生冲突，在其1399年出征爱尔兰时，堂弟亨利·博林布鲁克夺权成功、废黜並監禁理查，即位为亨利四世，理查後於1400年死在獄中（可能死于饥饿）。
亨利四世为爱德华三世之孙和兰开斯特公爵冈特的约翰之子，由此其王朝称为兰开斯特王朝。他在位的多数时间忙於反叛的斗争，其成功一定程度上要归功于其子和日后的亨利五世的军事才能。亨利五世於1413年开始统治，国内状况较为平和，由此他得以全心投入於法国的战事，虽有诸多斬獲，但在1422年猝逝，其幼子亨利六世嗣位，法国也借机倾覆英国对其的统治。
亨利六世和配偶玛格丽特不得人心，加上其本人治国无方，兰开斯特王朝的统治逐渐衰落。爱德华三世后裔约克公爵理查因而崛起，约克公爵雖于1460年战死，但其子爱德华四世于1461年获胜、建立約克王朝。由於王權繼承的爭奪，玫瑰战争在约克公爵理查至理查三世期間断断续续进行，期間爱德华五世失踪（据传为理查三世所杀），隨著理查三世在1485年博斯沃思原野战役中陣亡，兰开斯特王朝在亨利·都铎带领下取得最终胜利、即位成为亨利七世，開啟都鐸王朝的時代。
亨利七世以迎娶约克王朝继承人伊丽莎白而平定内乱，並在国内重新树立了其绝对的权力，与贵族的频繁斗争也告一段落。都铎王朝第二任君主亨利八世時期发生巨大变革，宗教动乱及其婚姻問題而与教宗有所争执，亨利八世最終宣布脱离罗马天主教会并自立英国国教会。威尔士在数个世纪前即已受到征服，但仍旧为一独立领地，直至其在亨利八世治下，透過《1535及1542年威尔士法律法令》（Laws in Wales Acts 1535 and 1542）中與英格兰合併。亨利八世死後，長子爱德华六世延续其父的宗教改革，愛德華於1553年早逝且無嗣，王位陷入继承危机，由於不希望其信仰天主教的大姐玛丽繼位，爱德华在遗嘱中指定简·格雷为继承人，但在民众支持下，玛丽将統治僅九日的簡废黜，并宣告自己为合法君主；玛丽後與西班牙國王费利佩聯姻，宣布后者为共治的国王，在其統治時間以火刑处死诸多新教徒，试图使英格兰重归罗马天主教会，玛丽于1558年过世時亦無子嗣，王位由其同父异母妹、信仰新教的伊丽莎白继承，英格兰重归新教治下，并通过建立海军和探索新大陆逐渐发展为世界强国。

### 苏格兰君主
与英格兰的状况相似，在公元五世纪初罗马帝国撤离不列颠后，一系列的君主制国家也在苏格兰发展起来。是时定居于苏格兰的三个主要族群为东北部的皮克特人、南部的布立吞人（包括斯特拉斯克莱德王国）和西部属爱尔兰达尔里阿达王国的盖尔人。传统上认为肯尼思·麦克亚尔宾是首位统一苏格兰王国的君主。此后的两个世纪苏格兰的领地逐渐发展，其他领土诸如斯特拉斯克莱德亦纳入其中。
早期的苏格兰君主并不采用直接继承制，而是使用传统的选长制，君主头衔在亚尔宾王朝的不同分支间轮转。这一体制导致不同氏族时常产生暴力冲突：自942年至1005年，连续七名君主被杀或是战死。1005年，马尔科姆二世在杀死多名竞争者后获取王位，并继续镇压反对势力。1034年他过世，其外孙（而非根据传统，其堂兄弟侄）邓肯一世即位。邓肯于1040年同麦克白的战争中战死，但后者亦于1057年为邓肯之子马尔科姆杀死。次年马尔科姆杀死麦克白继子卢拉赫，登基为马尔科姆三世。
在一系列的战争和废君之后，马尔科姆的五个儿子和一个弟兄先后成为国王，最终王位归属于其最小的儿子大卫一世的长孙马尔科姆四世。其继承人威廉一世是《联合法令》前统治时间最长的苏格兰国王。威廉一世参与了一场反对英格兰国王亨利二世的叛乱，但叛乱最终失败，威廉被俘，为脱身向亨利宣誓效忠。英格兰国王理查一世于1189年宣布这一从属关系终结，换取一笔赎金以资助十字军。1214年威廉一世过世，其子亚历山大二世即位。亚历山大二世及其继承人亚历山大三世均试图夺取挪威治下的西部群岛。在亚历山大三世治内挪威对苏格兰发动入侵但未能成功，此后的《珀斯条约》承认了苏格兰对西部群岛和其他争议地区的控制权。
1286年亚历山大三世在一次骑行中意外身亡，导致王国陷入继承危机。苏格兰贵族向英格兰国王爱德华一世求助，希望其帮助指定合法继承人。爱德华选定了亚历山大三岁的挪威外孙女挪威女孩玛格丽特。但玛格丽特于1290年在前往苏格兰途中葬身于海上，由此爱德华需再次由13名候选人中选定继承人。一个法庭建立起来，在两年的商议后选定约翰·巴里奥为王。但此后爱德华试图通过约翰控制苏格兰，而1295年在后者宣布拒绝向英格兰效忠后，爱德华举兵入侵。在此后苏格兰独立战争的前十年内苏格兰没有君主，直至1306年罗伯特·布鲁斯自立为王，是为罗伯特一世。
罗伯特一世试图掌控苏格兰并最终成功，苏格兰的独立地位也在1328年获得认可。然而罗伯特一世在次年即过世，其五岁的儿子大卫二世即位。英格兰以约翰·巴里奥之子爱德华·巴里奥有权继承王位之名，于1332年再次入侵。在此后的四年时间内，爱德华數度登基，也反覆遭到废黜，直至其最终定居于英格兰，大卫在此后的35年内保有了王位。
1371年大卫二世过世而无子嗣，其外甥斯图亚特王朝的罗伯特二世即位。在罗伯特二世和其继承人罗伯特三世的统治之下苏格兰的王权逐渐丧失。1406年罗伯特三世过世，由于其子詹姆斯一世为英格兰所扣押，苏格兰进入摄政时期。1424年詹姆斯赎回國內後，试图恢复其权力，残酷镇压其反对者，最终导致贵族將其刺杀。詹姆斯二世延续了其父打压贵族的政策，但于三十岁时意外死亡，苏格兰再次进入摄政。1488年詹姆斯三世在一场贵族反叛中战败，年幼的詹姆斯四世登基。
1513年詹姆斯四世借英格兰国王亨利八世离境之机起兵入侵，但在弗洛登遭受惨败，其本人、诸多贵族和数千士兵战死。其子詹姆斯五世尚年幼，由此苏格兰又一次进入摄政。詹姆斯五世于1542年再次入侵英格兰，但在同年过世，王位传予其六日大的女儿玛丽一世。苏格兰再次摄政。
身为天主教徒的玛丽一世在其统治时期面对严重的宗教动乱，即苏格兰宗教改革。在约翰·诺克斯等改革者的推动下，新教逐渐崛起。1565年玛丽一世与其表弟天主教徒达恩利勋爵成婚，引发新教徒的警觉。1567年达恩利勋爵遇刺，玛丽一世同据传凶手博斯维尔伯爵成婚，进一步引发了民众的警觉。贵族起兵反叛，迫使其退位。玛丽一世逃到英格兰，王位则由其幼子，自小即为新教徒的詹姆斯六世继承。英格兰女王伊丽莎白一世此后监禁并处死了玛丽一世。

### 共主邦联和共和时期

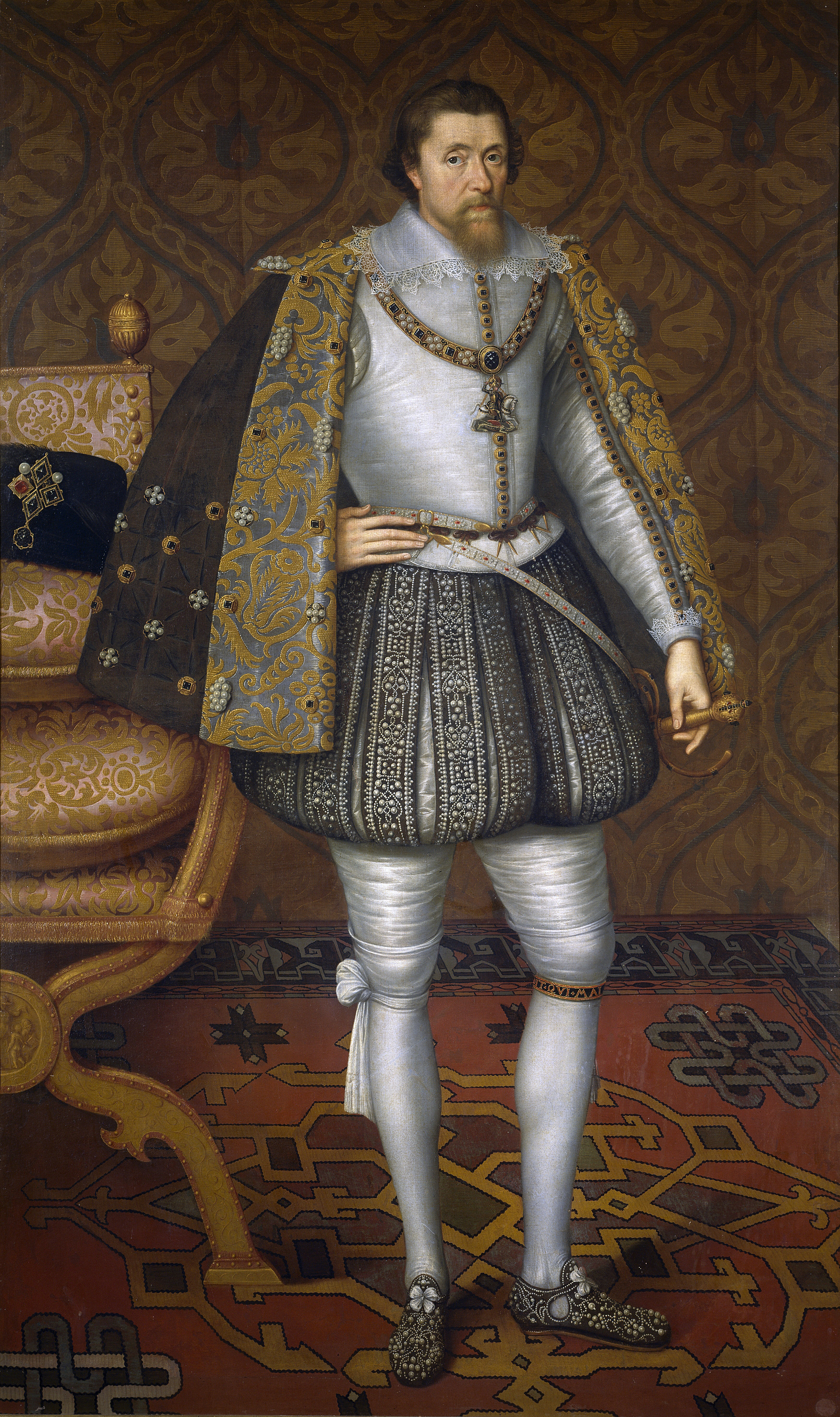
詹姆斯六世及一世于1603年成为首位同时统治英格兰、苏格兰和爱尔兰的君主。

1603年英格蘭女王伊丽莎白一世过世，都铎王朝宣告结束。伊丽莎白无子，英格兰贵族摒弃亨利八世立下的一旦本人绝嗣则由妹妹玛丽后裔继位的遗嘱，而支持亨利八世嫁入苏格兰王室的姐姐玛格丽特的外曾孙（即伊丽莎白表甥孙）苏格兰君主詹姆斯六世在《联合法令》通过后继承英格兰王位，称詹姆斯一世。虽然英格兰和苏格兰为一君治下的共主邦联，且詹姆斯亦于1604年自称“大不列颠和爱尔兰国王”，这两个国家仍旧各自分立。詹姆斯的继承人查理一世同英国国会就君权和国会权力问题频繁发生冲突，尤其是在课税权问题上存在分歧。1629年至1640年他解散国会独自统治，并单方面立新税，且推行一系列具有争议的宗教政策（激怒了苏格兰的长老宗和英格兰的清教徒），导致了反对势力的崛起。他试图在苏格兰推行圣公宗，导致叛乱爆发（主教战争），并触发了三国战争。1642年国王同国会的冲突最终导致了英格兰内战的爆发。
内战进行至1649年时，国王死於处决，英格兰君主制遭到推翻，英格兰联邦建立起来。查理一世之子查理二世在苏格兰擁戴为大不列颠国王，但在入侵英格兰后的伍斯特战役中战败，被迫逃离国境。1653年，全国最为显赫的军事和政治领袖奥利弗·克伦威尔夺取权力，自称护国公（事实上为军事独裁者，但拒绝接受国王头衔）。克伦威尔统治国家直至其于1658年过世，其子理查德接替其职。理查德对于行政无甚兴趣，很快宣布去职。由于缺乏明确的领袖，社会和军事出现动荡，民众开始希望恢复君主制。1660年君主制重新建立，查理二世回到英倫。
在查理二世统治之下，英格兰发展出了最初的现代政党。查理二世无合法子嗣，继承人理应为其信仰天主教的弟弟约克公爵詹姆斯。但国会希望能够将詹姆斯排除在继承顺位之外，支持的一方成为了日后的辉格党，反对的一方成为了日后的托利党。这一法案最终未能通过；查理二世多次由于担心法案会通过而解散了国会。1681年国会解散后查理二世单独统治，直至其于1685年过世。詹姆斯即位后推行宽容天主教徒的政策，引发了其新教子民的不满。许多人反对詹姆斯维持常备军、任命天主教徒为高官和囚禁多名反对其政策的圣公会人士等举措。由此一群称不朽七人的新教信仰者向詹姆斯二世之女玛丽和其夫奥兰治的威廉发出邀请，希望二人废黜国王。威廉同意了这一邀请，于1688年11月5日在民众支持下抵达英格兰。许多新教政府人士宣布叛变，詹姆斯也由此逃离了国境。威廉和玛丽（而非詹姆斯二世信奉天主教的兒子）宣告成为英格兰、苏格兰和爱尔兰的联合君主。
詹姆斯的废黜称光荣革命，是国会权力发展历史上最为重要的事件之一。《1689年权利法案》确立了国会的至高地位，并宣布英格兰人民拥有一定的权利，如在未经国会同意下无需课以新税。《权利法案》还要求日后的君主信仰新教，并指定在威廉和玛丽的任何子女之后，玛丽的妹妹安妮具有继承权，如威廉在玛丽死后另外婚娶，则再婚所生子嗣的继承权排在安妮之后。1694年玛丽过世无子嗣，威廉成为唯一君主。1700年英国发生政治危机，11岁的格洛斯特公爵威廉王子夭折，此时安妮的所有子女都已过世，她也成为继承顺位中的唯一人。国会通过《1701年嗣位法令》（Act of Settlement 1701），将詹姆斯及其信仰天主教的亲属排除于继承顺位外，并将威廉最近的新教亲属，汉诺威选帝侯夫人索菲的亲属纳入继承顺位。威廉三世没有另娶，在法令通过后不久即过世，安妮继承王位。

### 1707年联合法令之后

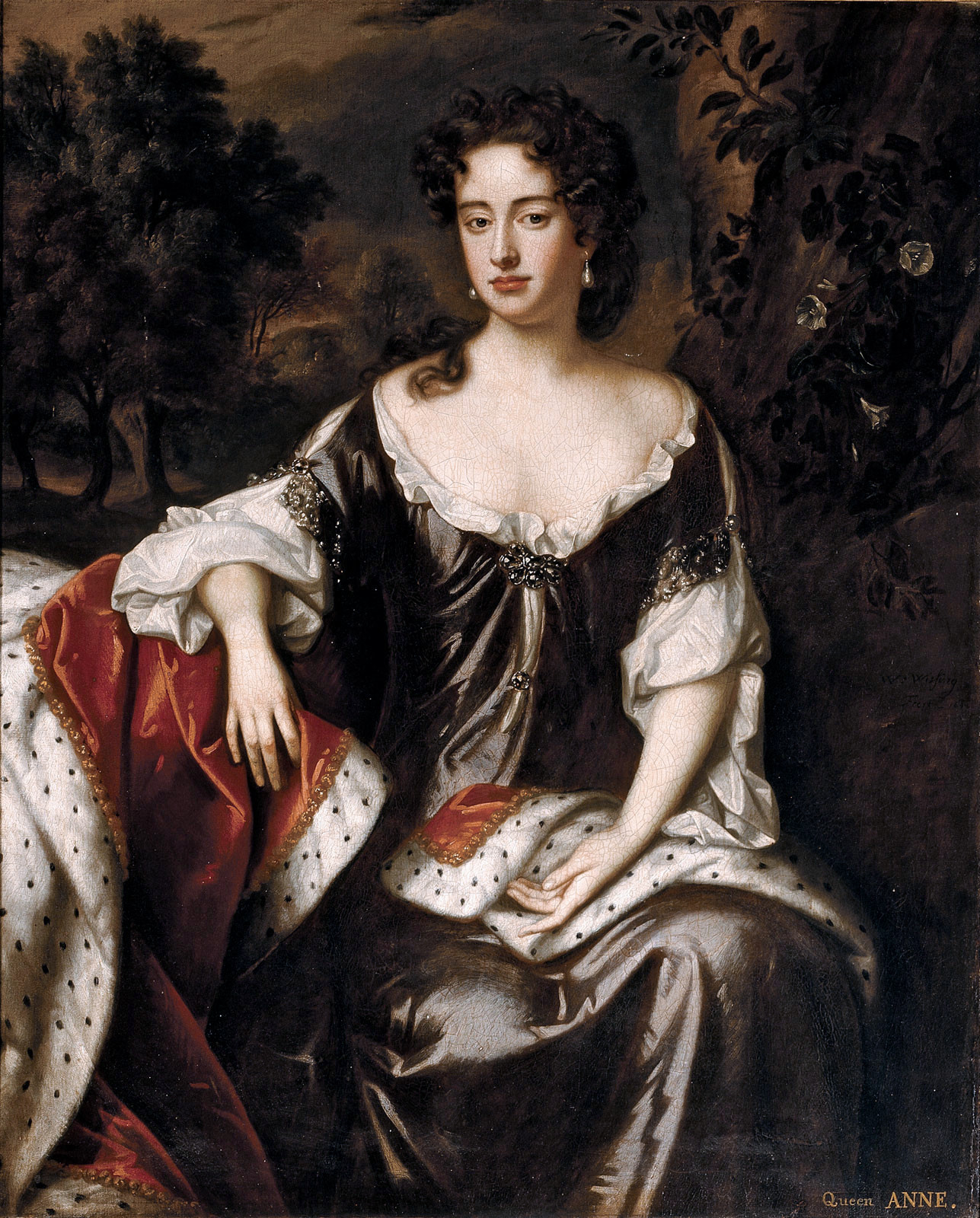
1707年在安妮女王治下大不列颠岛得以统一

安妮即位之后，继承的问题再度浮上檯面。苏格兰国会对英格兰国会单方面指定索菲家庭为继承人的举动表示不满，通过了《1704年安全法令》，要挟将终止英格兰和苏格兰的联合。英格兰国会则报复性地通过了《1705年外国人法令》（Alien Act 1705），要挟将通过限制贸易摧毁苏格兰的经济。两国国会最终在协商之后订立了《1707年联合法令》，英格兰和苏格兰合併成为大不列颠王国，其继承方式由《嗣位法令》所规制。
1714年，安妮女王之表兄，即索菲之子汉诺威选侯格奥尔格·路德维希即位为佐治一世，并在1715年和1719年两次挫败詹姆斯支持者的叛乱，巩固了其权力。新任君主对政府的兴趣有限，但仍然管辖其在德意志的领地，由此与不列颠组成了共主邦联。权力逐渐转移到了佐治的阁员，尤其是罗伯特·沃波尔爵士手中，他也时常為人視為首位英国首相，虽然当时这一头衔并未得到使用。下一任君主佐治二世于1746年最后一次挫败了詹姆斯支持者的叛乱，彻底击败了斯图亚特王朝的天主教徒。在其孙佐治三世的统治下，英国丧失了北美的殖民地——这些殖民地独立成为了美利坚合众国，但在世界其他地方英国的影响力获得了持续的增长。《1800年联合法令》建立了大不列颠及爱尔兰联合王国。

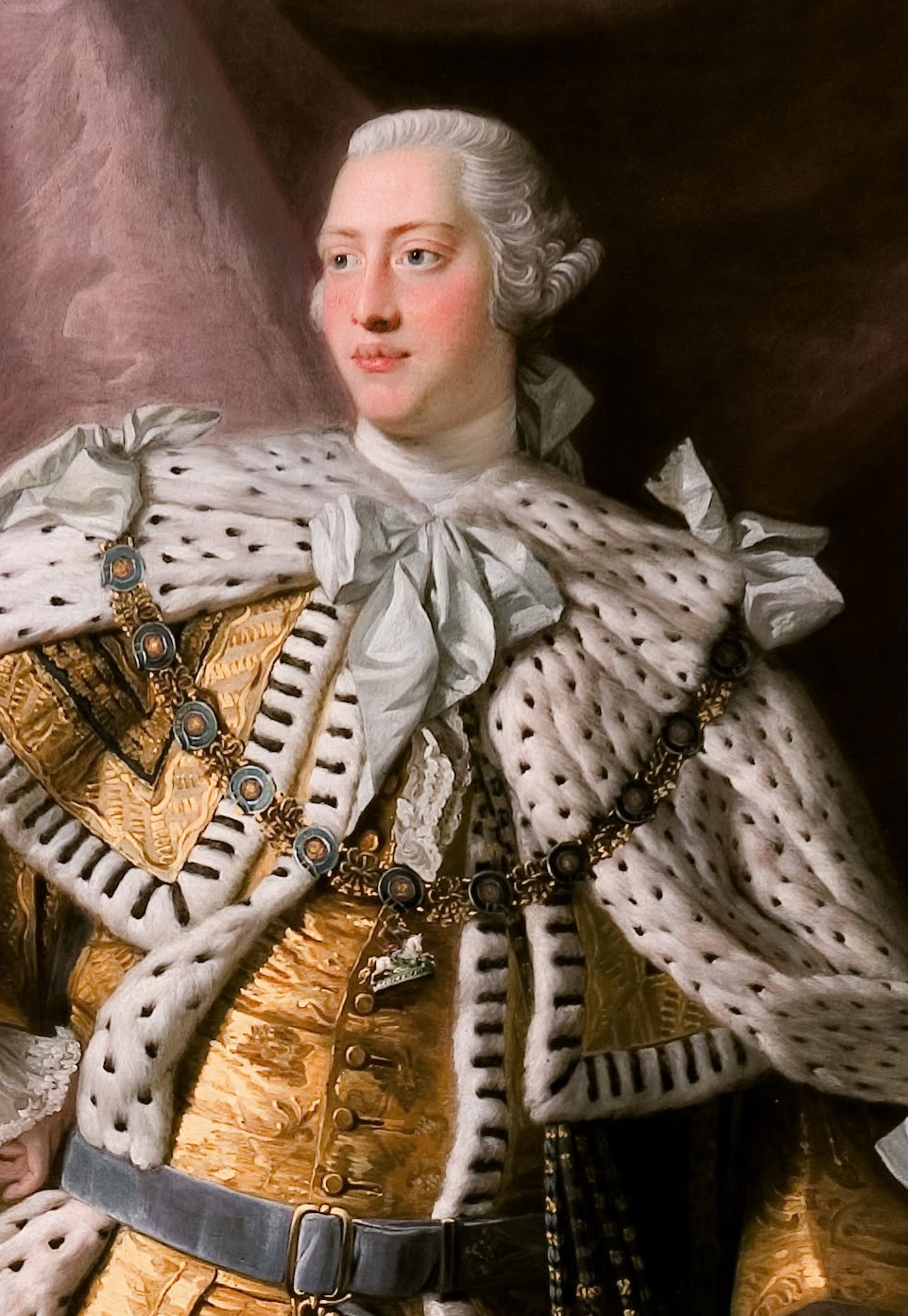
1801年在佐治三世治下大不列颠与爱尔兰联合为联合王国。

1811年至1820年，佐治三世受到严重的疾病困扰（今学者认为可能是卟啉症），使其无法继续统治。其子即日后的佐治四世由此成为摄政王，英国进入摄政时期。在这一时期以及其独立统治的年代，英国的王权开始衰落，而至威廉四世统治时君主已无力向国会施加影响。1834年威廉四世罢免了辉格党首相第二代墨尔本子爵威廉·兰姆，并任命了托利党人罗伯特·皮尔爵士，这也是英国历史上最后一次行使君主特权干预内阁。但皮尔在此后的选举中失败，威廉被迫召回了墨尔本子爵。与此同时，国会通过了《1832年改革法令》，对国会代議制进行了改革。该世纪后期的一系列其他法令扩大了选民的基础，下议院逐渐发展为国会中最重要的一部分。
威廉四世的继承人维多利亚女王统治时期，英国的政治体制完成了向君主立宪制的转变。由于维多利亚本人为女性，无法统治仅接受男性继承人的汉诺威，由此两国的共主邦联时期就此结束。维多利亚时代的英国发生了巨大的文化变革，科技大幅度发展，英国成为世界最强国之一。为体现英国对印度的统治，1876年维多利亚加冕为印度女。然而在其配偶于1861年早逝之后，维多利亚陷入常年的缅怀中，自我隐退，在一定程度上也导致了英国共和主义势力的增长。
维多利亚之子爱德华七世于1901年登基，成为首位萨克森-科堡-哥达王朝君主。1917年，为应对第一次世界大战期间的反德情绪，爱德华七世之子佐治五世将王朝更名为“温莎”。在其治下，1922年爱尔兰一分为二，成为英国的组成成分北爱尔兰以及独立的爱尔兰自由邦。

### 共享君主制

曾经被大英帝国统治过的地区（時間交錯）

联合王国统治下的英国海外领土

當今為英聯邦王國的國家，以藍色標示；前為英聯邦王國的國家以棕色標示

二十世纪，大英帝国逐渐发展成为英联邦。1926年前，王权对大英帝国实行集体统治，自治领与皇冠殖民地均臣服于英国。《1926年巴尔福宣言》（Balfour Declaration of 1926）赋予自治领完全自治权，由此开创了单一君主在不同自治领独立运作的体系。这一体系在《1931年威斯敏斯特法規》之后得到了巩固，学者称其形似“联邦国家间的条约”。
由此君主这一概念不再只局限于英国，虽然“英国君主”仍旧因法律、历史和便利原因继续得到使用。君主成为联合王国君主、加拿大君主和澳大利亚君主等等。英联邦中的国家共享一君，与共主邦联的状况类似。
1936年佐治五世过世，爱德华八世即位国王。后者希望迎娶已离异的美国人华里丝·辛普森（英国国教会反对离异者再嫁），引发轩然大波。由此爱德华表示希望退位，而英国及其他英联邦国家的国会准许了他的请求，并将其与其新妇的后裔排除于继承顺位之外。爱德华之弟佐治六世继承王位。在第二次世界大战期间佐治成为了英国人民的精神领袖，驾临军备工厂和为纳粹德国轰炸的地区，鼓舞民众士气。1948年6月佐治六世宣布放弃“印度皇帝”头衔，但仍旧为印度自治领国家元首。
最初所有英联邦成员都与英国共享君主，但1950年印度自治领成为共和国，由此这一状况无法延续。此后英国君主即在所有英联邦国家（不论君主制或共和制）称“英联邦元首”（Head of the Commonwealth）。此头衔纯粹为礼节性，不与英国君主挂钩，而是由英联邦国家的政府首脑赋予个人。仍旧共享一君的英联邦成员国统称英联邦王国。

### 爱尔兰君主
1155年史上唯一的英格兰裔教宗阿德里安四世准许英格兰国王亨利二世获取爱尔兰为封建领地（名义上为教宗领地）。教宗希望他能够并吞爱尔兰并将爱尔兰教会纳入罗马旗下。854年马尔·舍赫尼尔在爱尔兰全岛建立王权。其末任继承人罗里·奥科赫于1166年成为爱尔兰国王，并放逐了伦斯特国王迪亚马特·麦克穆赫。迪亚马特请求亨利二世援助，并与第二代彭布罗克伯爵理查·德克莱尔所带领的盎格鲁-撒克逊贵族一同夺回了伦斯特王位。德克莱尔迎娶了迪亚马特之女。1171年迪亚马特过世，德克莱尔成为伦斯特国王。亨利担心德克莱尔会将爱尔兰转变为一个反英的诺曼王国，由此以教宗之名入侵，德克莱尔及其他贵族以及爱尔兰诸国王和领主被迫向其臣服。英格兰领主几乎殖民了全岛，但自1260年代起的盖尔复兴使爱尔兰至1400年分为盖尔-爱尔兰和英格兰-爱尔兰两个部分。属于后者的许多领主已完全盖尔化，除在名义上之外全不认可英格兰国王。诸如马努斯·奥唐纳和科恩·奥尼尔等人尚自立为王。
至1541年，英格兰国王亨利八世已同罗马教廷决裂，自称英格兰教会最高领袖（Supreme Head of the Church of England），由此教宗先前将爱尔兰君主赋予英格兰君主头衔的决定已经失效。亨利由此召集爱尔兰国会，将其头衔由爱尔兰领主更改为爱尔兰国王。然而爱尔兰岛大部分区域仍旧在英格兰控制之外。此后的都铎征服爱尔兰进程在九年战争后终于结束，但爱尔兰仍旧保留了自己的国会，还在1642年至1649年（爱尔兰邦联）和1688年至1691年两度独立。仅有日后的威廉爱尔兰战争和对爱尔兰的占领使英格兰（及1707年后的英国）自1692年之后保持了对此地的控制权。
1800年，在1798年爱尔兰起义后，《联合法令》将大不列颠和爱尔兰两王国合并为大不列颠及爱尔兰联合王国。爱尔兰全岛继续为英国所统治，直至1922年现今的爱尔兰共和国成功独立，是时称爱尔兰自由邦，并仍为英联邦中的自治领。1937年自由邦更名为“爱尔”（Éire，即爱尔兰），1949年宣布共和，退出英联邦，与王权断绝一切关系。北爱尔兰则留在了联邦中。1927年，英国更名为大不列颠及北爱尔兰联合王国，而君主的名号则在此后的二十年后成为“大不列颠、爱尔兰和英属海外各自治领的国王，信仰捍卫者，印度皇帝”。

### 國王/女王兼皇帝/女皇
1858年隨著印度民族起義被英國平定，東印度公司治下的印度交由英國政府直接管轄，1876年維多利亞加授印度頭銜。英國國王兼印度皇帝的頭銜是「國王—皇帝」（英語：King-Emperor）；英國女王兼印度女皇的頭銜是「女王—女皇」（英語：Queen-Empress）。1947年印度獨立，英屬印度終結，皇帝和女皇頭銜隨之取消。

### 现今
1990年代，由于王室的名望衰落（如威尔士王妃戴安娜的过世），英国的共和情绪逐渐增长。然而在2006-2008年的民意调查仍表明近70%至80%的英国民众支持继续实行君主制。

## 宗教职能
英国君主为官方教会英国国教会的最高领袖，根据首相的建议任命大主教和主教（提名由教会特别委员会制定）。君主在教会中的地位是名义性的，教会和全球普世圣公宗的领袖事实上为坎特伯里大主教。君主亦立誓维护蘇格蘭教會，有权任命其蘇格蘭教會大會高級專員作為代表，但除此之外并不参与其行政，并对其无其他影响力。君主在威尔士教会和爱尔兰教会中无正式角色。

## 王位继承
源於英聯邦王國的組成關係，任何修改继承顺序的法律都需要获得所有英联邦王国的一致同意。《1689年权利法案》、《1701年嗣位法令》和《1707年聯合法令》对继承做出规定。继承规则只有通过国会法令才能修改，因此任何人都无权放弃其继承权。《1701年嗣位法令》将继承权限定于汉诺威选侯夫人索菲娅（1630–1714；詹姆士六世及一世的孙女）信仰新教的合法后裔。
君主死亡时其继承人立刻自动继承王位（由此即有“先王已故，新王万岁”一说），登基会议（Accession Council）将在圣詹姆士宫会晤并正式宣布这一消息。君主後于威斯敏斯特教堂加冕，加冕礼一般由坎特伯里大主教主持。君主无需加冕即可开始执政；一般情况下，加冕礼在登基数月后举行，以便筹备典礼和缅怀上一位君主。
王位為終身制，英国史上唯一的主动逊位（爱德华八世）尚需国会专门通过法令，即《1936年国王陛下退位宣言法令》（His Majesty's Declaration of Abdication Act 1936）。上一位被迫逊位的君主为詹姆斯七世及二世，他在1688年光荣革命时遭到罢黜。

### 对性别和信仰的限制
过去王位曾实行男嗣优先长子继承制，即男性优先于女性，年长者优先于同性年幼者。英国首相戴维·卡梅伦于2011年英联邦政府首脑会议上宣布所有16个英联邦王国（包括英国）一致决定废除男嗣优先的规定，自会议结束之日（2011年10月28日）后开始实行，各国政府首脑亦同意日后将不再禁止君主與罗马天主教徒通婚（原禁令為《1701年嗣位法令》所规定），但君主亦为英格兰教会最高领袖，由此信仰罗马天主教者仍不得繼位。相关法令于2013年4月25日在英国获得王室许可，在获得所有英联邦王国许可后，此新规定于2015年3月正式生效。亦即，只有新教教徒才能继承王位，罗马天主教徒者否。无权继承王位者在法理上視同“自然死亡”，其合法后裔仍有权继承王位。

### 摄政
《摄政法令》（Regency Acts）规定在君主未成年或身体或心理上无法执行其职责时可进行摄政。当摄政期到来时，继承顺位中的下一人自动成为摄政（除非其亦未成年或无法执行其职）。《1953年摄政法令》对于女王伊丽莎白二世的状况进行了特别规定，规定女王的配偶爱丁堡公爵菲利普亲王可在一定情况下成为摄政。
在君主身体状况不适或不在国境内时，其部分权力可暂时下放至国务顾问（Counsellor of State）手中。国务顾问包括君主配偶和继承顺位中的前四位成年人（第一顺位继承人成年的标准为年满18周岁，其余为21周岁）；在君主的请求下，议会可以通过立法增加国务顾问的数量，这件事在历史上发生过两次，包括《1953年摄政法》将伊丽莎白王太后增列为国务顾问，以及《2022年国务顾问法》将爱丁堡公爵爱德华王子及安妮长公主增列为国务顾问。现今的国务顾问包括：王后、威尔士亲王、薩塞克斯公爵、约克公爵、碧翠絲公主、爱丁堡公爵及长公主。

## 财政
在1760年之前，君主的所有官方支出都来源于其继承性的收入，包括皇家地产（Crown Estate）运营的利润。佐治三世同意以此交换政府的王室专款（Civil List），这一约定一直持续至2012年。每年的地产拨款（Property Services Grant-in-Aid）负责维护王室各居所，皇家旅行拨款（Royal Travel Grant-in-Aid）则负责旅行支出。王室专款承担了大部分的支出，包括人员、国务访问、公众活动和官方娱乐。国会每十年对其额度进行修订，未用完的款项顺延至下一个十年。从2012年至2020年，王室专款和拨款将合并为单一的君主拨款（Sovereign Grant），其额度固定为皇家地产营业额的15%。
皇家地产是英国最大的地产所有者之一，2015年其所有地产价值达110亿英镑。作为信托，它不能为君主所出售或私有。现今皇家地产交付予财政部的运营利润超过了王室专款和拨款的总和。2007-08财年，皇家地产创造了2亿英镑的利润，而国会为君主提供的拨款则同期仅为4000万英镑。
兰开斯特公國所有的地产亦为信托，2011年估值达3.83亿英镑。公國的收入构成了皇室私库（Privy Purse），用于承担国会拨款之外的支出。康沃尔公國亦为信托，用于承担君主长子的支出。皇家珍藏（Royal Collection）中包括诸多艺术品及王权之物，亦为信托，不为君主私人所有，而英国的其他王室居所如白金汉宫和温莎城堡亦符合这一情况。
君主需要承担一些非直接税务，例如增值税，而自1993年来君主还负担了其个人所得税和资本增值税。国会拨款为官方支出，由此不计为收入。共和派人士估计英国君主制的真实成本（包括安保、未为国家所获取的潜在收入如公爵領地的运营利润、白金汉宫和温莎城堡的租金）为每年3.34亿英镑。
对于君主的财富总额估计不一（有时包括其个人所有和信托）。《福布斯》杂志2010年估计其财富总额为4.5亿美元，但官方并未提供任何数据。1993年宫务大臣称1亿美元的估计额为“严重高估”。1971年，伊莉莎白二世女王的前私人秘书和私人银行主管约克·科维尔估计伊莉莎白二世女王的财富总额为200万英镑（今日约合3600萬英镑）。

## 居所

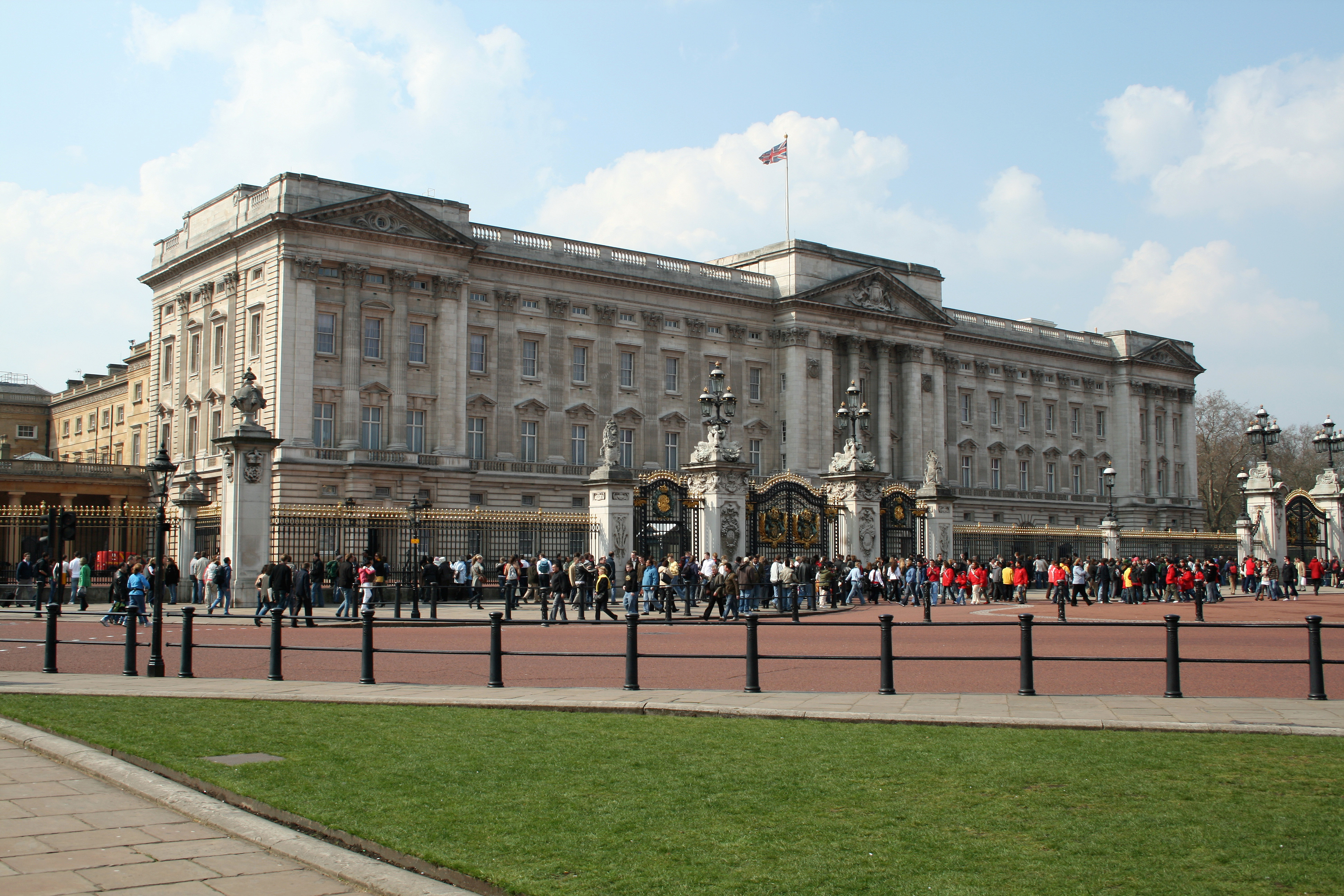
白金汉宫为君主的首要居所

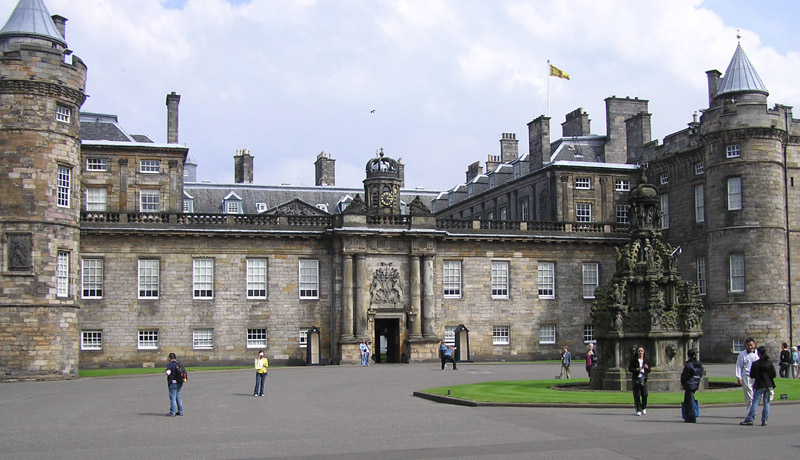
荷里路德宫为君主的苏格兰官方居所

英国君主在伦敦的官方居所为白金汉宫，多数国宴、任职仪式、皇室洗礼和其他仪式在此举行。温莎城堡为另一官方居所，是世界上最大的有人居住的城堡，主要在周末、复活节和雅士谷赛马日（社交季节的一项活动）使用。君主在苏格兰的官方居所为爱丁堡的荷里路德宫。每年君主至少在此居住一周，在官访苏格兰时亦在此驻留。
威斯敏斯特宫和伦敦塔在历史上都为英格兰君主的主要居所，直至亨利八世获取怀特霍尔宫。1698年怀特霍尔宫焚毁，王室居所迁移至圣詹姆士宫。1837年白金汉宫成为首要居所，但圣詹姆士宫仍旧为地位较高的居所，并为礼节上的王室居所。外国大使至今仍旧称“驻圣詹姆士宫”。这一宫殿亦为登基会议的举办地，并不时为其他王室成员所使用。
其他王室居所还包括克拉伦斯府和肯辛顿宫。这两处居所都直属于君主，并为未来的君主预留，因此不能出售转手。诺福克郡的桑德灵厄姆府和阿伯丁郡的巴尔莫勒尔城堡为君主私人所有。

## 头衔
現任英国君主的完整头衔为“查爾斯三世，蒙上帝恩典，大不列顛暨北愛爾蘭聯合王國及他其它王國領土和屬地國王，英联邦元首，信仰的捍衛者”（His Majesty Charles the Third, by the Grace of God, of the United Kingdom of Great Britain and Northern Ireland and of His other Realms and Territories King, Head of the Commonwealth, Defender of the Faith.）。“英联邦元首”这一头衔为君主个人所有，而不属于君主一职。1521年教宗良十世将“信仰捍衛者”这一头衔授予亨利八世以嘉奖其在宗教改革前期对教宗的支持（尤其是其所著的《七圣礼捍卫论》）。1534年亨利宣布与罗马教会决裂，教宗保禄三世褫奪了其头衔，但国会通过一项法令允许君主继续使用这一称号。
君主的敬称为“国王陛下”（His Majesty）或“女王陛下”（Her Majesty）。在国际条约和护照上亦使用“英王陛下”（Britannic Majesty）一称，以区别英国君主和其它国家君主。君主可自选尊号，且不一定是其首名，例如维多利亚女王、爱德华七世和乔治六世均未使用其首名为尊号。
當君主選用某个從未被使用過的尊号時，其名后便不需增加序数，例如约翰、安妮和维多利亚均不称一世。在诺曼征服之前的英格兰君主亦不使用序数。1953年，对英国君主的序数是否能延续英格兰和苏格兰君主的序数产生了争议。苏格兰民族主义者对“伊丽莎白二世”这一尊号提出了异议，因为从未有尊号为“伊丽莎白一世”的苏格兰君主。在迈克科米克诉苏格兰总检察长案（MacCormick v. Lord Advocate）中，苏格兰届审法院认为女王有自主选择头衔的权利，裁定前者败诉。内政大臣向下议院称自《1707年聯合法令》以来，英国君主一向使用英格兰和苏格兰中较高的君主序数，而在四例相关情况中，较高的都为英格兰君主的序数。首相认可了这一举措，但同时称“女王和其顾问均无权限制其继承人的选择”。未来的君主将会延续这一政策。
根据传统，英国君主的签名在其尊号（但不包括序数）之后加字母R，代指拉丁语中的“国王”（rex）或“女王”（reginae）。如英国国王查爾斯三世的签名为“Charles R”。1877年至1948年在位的英国君主另在其签名后加注字母I，代指拉丁语中的“皇帝”（imperator）或“女皇”（imperatrix），以象征其印度皇帝的头衔，因此维多利亚女王自1877年起的签名即为“Victoria RI”。

### “英皇”及“英女皇”

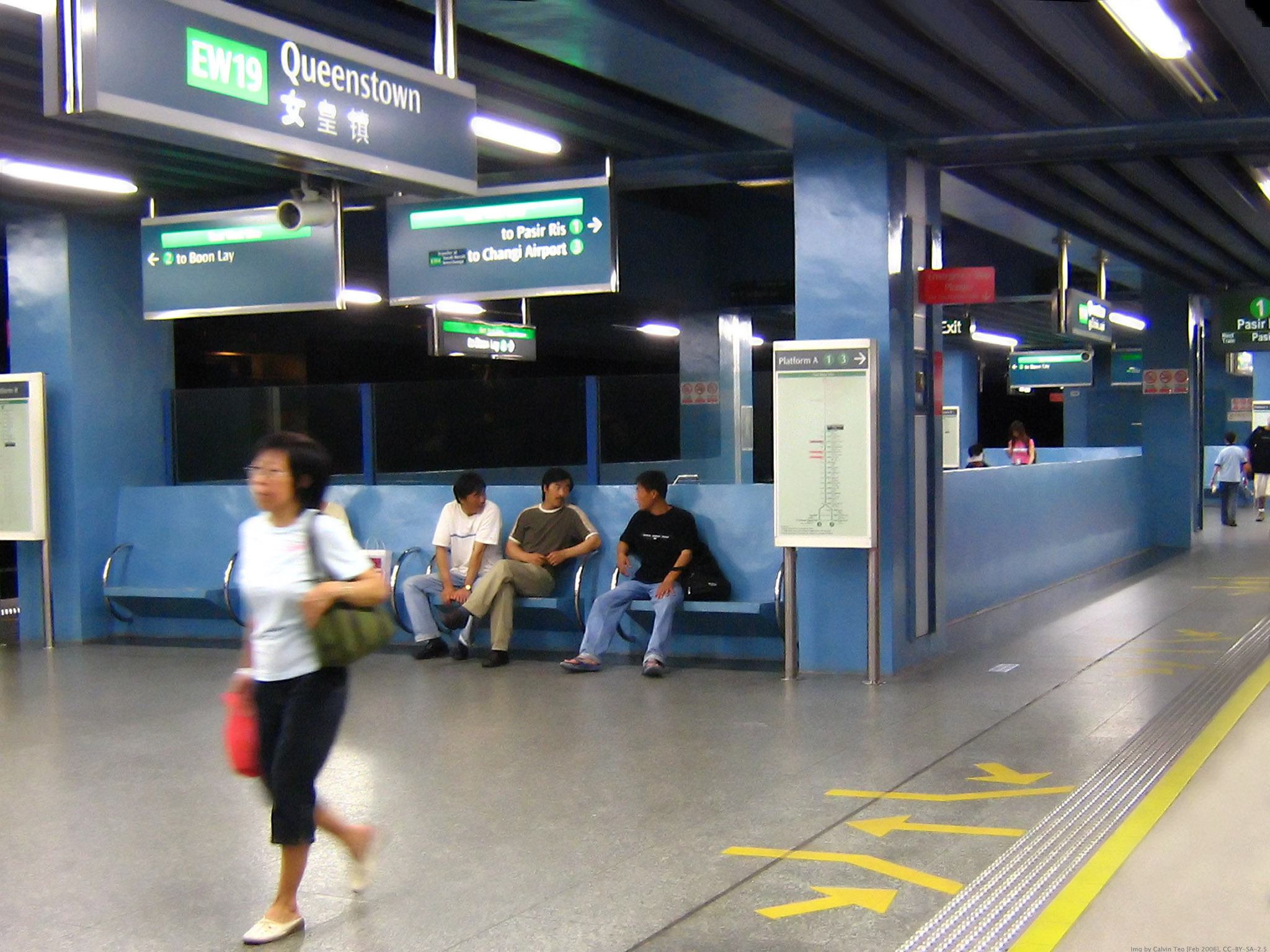
新加坡的女皇镇地铁站，翻译自英语“Queenstown MRT Station”

### “英”及“英女”
“英皇”一词主要是港澳地区对英国男性君主的称呼，“英女皇”一词主要是港澳地区对英国女性君主的称呼。
“英皇”、“英女皇”之稱得到英屬香港政府民間廣泛採用，例如香港立法局各类文件多以“英皇”、“女皇”指稱英國君主，辯論正式紀錄標題就曾使用“英女皇伊利沙伯二世陛下登基第XX年”的說法，香港法例第300章《官方法律程序條例》、第521章《官方機密條例》通篇以“英皇”、“女皇”指稱英國君主，英屬香港政府發行的英女皇訪港紀念金币和紀念封，以及香港維多利亞公園的维多利亚女皇铜像、香港動植物公園的英皇佐治六世铜像。
有观点稱該譯法可能是由於粤语“王”與“皇”同音，加之大英帝国统治英屬香港的历史及其「欲与积弱的清朝在称谓上平起平坐的企图」。亦有人猜測「英皇」、「英女皇」之稱與「印度皇帝」（Emperor of India）、「印度女」（Empress of India）頭銜有關。事實上，「英皇」的譯法在清廷及中華民國大陸時期官方文獻中皆有使用。清廷與英國於1906年及1908年簽訂的《中英續訂藏印條約》及《中英修訂藏印通商章程》中即使用「大英国大皇帝」、「大英國兼五印度大皇帝」及「大英国全境大皇帝兼五印度大皇帝」，以及1905年致爱德华七世的國書中，清廷稱之為「大英國大皇帝」。，还有1928年《中英關稅條約》中有「大英國大皇帝」、「大英國全境兼印度大皇帝」。英屬香港沿用舊有的約定俗成之譯法，在早期公文中即使用「大英國大皇帝」之稱。有人指出，英文King與中文「王」、「皇」原義各不相同；中國的「王」多指屬國或封國之主，英文King則為獨立國家之君主；東西君主制度各不相同，不能準確地直接對應；不同的譯法各有其道理。香港文人陶傑曾稱，將英語中的King和Queen翻譯為「皇」、「女皇」會與Emperor和Empress混淆，是「不嚴謹的翻譯」。歷史上，清朝曾經將英國君主稱為「國王」，後又改稱「大英君主」。随着朝貢體系瓦解，清廷因應各國平等的原則，將各獨立國家的君主稱为君主或皇帝，如「大英國大皇帝」、「大法國大皇帝」等。漢字文化圈各地在近代後期普遍將承繼羅馬帝國統治者頭銜（英白拉多、凱撒、奧古斯都等）的歐洲君主翻譯為皇帝，其他翻譯為國王，藉此區別Emperor與King等歐洲君主不同的稱號。中華人民共和國官媒有文章將「英國女皇」列作「錯誤翻譯」；香港則沿襲英屬時期的傳統，主權移交後仍保留英皇、英女皇之稱，但香港電台近年改用「英王」、「英女王」的稱謂。
“英皇”一词衍生出一些地名和机构组织名称，例如香港的英道、英书院、英皇佐治五世学校等，马来西亚的英皇乔治五世国民中学，以及文艺界相关名称，例如2010年首映电影The King's Speech的香港版中文名称《皇上無話兒》，其男主角乔治六世扮演者哥連·費夫夺得第83届奥斯卡金像奖最佳男主角奖。“英女皇”一词衍生出一些地名和机构组织名称，例如新加坡的女镇和香港的皇后大道、皇后像廣場、皇后碼頭、皇仁書院等，以及文艺界和体育界相关名称，例如2006年首映電影The Queen的香港版中文名稱《英女》，其女主角伊丽莎白二世扮演者海倫·美蘭奪得第79届奥斯卡金像奖最佳女主角奖，以及香港賽馬會举办的女皇盃、女皇銀禧紀念盃及皇太后紀念盃。

## 徽章
英國皇家徽章为“四分，第一与第四分为红底之上三只直立侧身白金狮（象征英格兰）；第二分为金底红色双纹花边内跃立红狮（象征苏格兰）；第三分为蓝底之上银弦金竖琴（象征爱尔兰）”。其侧由狮与独角兽支持；格言为“我权天授”（法语：Dieu et mon droit）。盾徽周边为一条吊袜带，其上为与其同名的嘉德骑士勋章格言：“心怀邪念者蒙羞”（古法语：Honi soit qui mal y pense）。英国君主在苏格兰使用另一版本的徽章，其中第一与第四分象征苏格兰，第二分为英格兰，第三分为爱尔兰。其格言为“防御”（In Defens；苏格兰语“主为我的防御而辩护”的缩略形式）及蓟花勋章格言“犯我者必受惩”（拉丁语：Nemo me impune lacessit）。其侧由狮与独角兽支持，并手持骑枪，上为苏格兰国旗与英格兰国旗。

英國君主的皇家徽章。这一设计于1837年维多利亚女王登基时开始使用，在第一与第四节为英格兰皇家徽章，第二节为苏格兰皇家徽章，第三节为爱尔兰徽章。在苏格兰使用苏格兰占先的版本（见右）。

英国君主的官方旗帜为皇家旗，上为皇家徽章。只有在君主驾临的建筑和车船上才能悬挂此旗帜。当一名君主逝世，其世襲繼承人立刻继承其位成為下一名君主，由此皇家旗永不降半旗。
- 英国皇家旗：君主的官方旗帜
- 英国皇家旗：在苏格兰使用的版本

当君主不在时，白金汉宫、温莎城堡和桑德灵厄姆府悬挂英国国旗，在苏格兰荷里路德宫和巴尔莫勒尔城堡则悬挂苏格兰皇家旗。
- 英国国旗
- 苏格兰皇家旗

### 引用
1. ↑  e.g. , Home Office: UK Border Agency,   [2008-10-10], （原始内容存档于2013-10-15）
2. ↑  , Official website of the British Monarchy,   [2010-06-18], （原始内容存档于2014-09-02）
3. ↑  , Official website of the British Monarchy,   [2010-06-18], （原始内容存档于2019-05-06）
4. ↑  Crown Appointments Act 1661 c.6
5. ↑  "In London, the revelations from [1989 Soviet defector Vladimir] Pasechnik were summarized into a quick note for the Joint Intelligence Committee. The first recipient of such reports is always Her Majesty, The Queen. The second is the prime minister, who at the time was [Margaret] Thatcher." Hoffman, David E. (Emanuel), The Dead Hand: The Untold Story of the Cold War Arms Race and Its Dangerous Legacy (N.Y.: Doubleday, 1st ed. [1st printing?] (ISBN 978-0-385-52437-7) 2009), p. 336 (author contributing editor & formerly U.S. White House, diplomatic, & Jerusalem correspondent, Moscow bureau chief, & foreign news asst. managing editor for The Wash. Post).
6. ↑  s3. Constitutional Reform Act 2005
7. ↑  Bagehot, p. 9.
8. ↑  Brazier, p. 312.
9. ↑  Waldron, pp.59–60
10. ↑  , Official website of the British Monarchy,   [2010-06-18], （原始内容存档于2010-04-14）
11. ↑  Naughton, Philippe; Watson, Roland. . The Times (London). 2010-05-07  [2010-05-07]. （原始内容存档于2010-05-28）.
12. ↑  , Political Science Resources, 2008-03-11  [2016-03-20], （原始内容存档于2016-03-15）
13. ↑  Brock, Michael (September 2004; online edition, January 2008). "William IV (1765–1837)". Oxford Dictionary of National Biography. Oxford University Press. Retrieved 10 October 2008 (subscription required)
14. 1 2  Durkin, Mary; Gay, Oonagh,  (PDF), House of Commons Library, 2005-12-21  [2008-10-10], （原始内容 (PDF)存档于2008-06-25）
15. ↑  ,   [2013-03-11], （原始内容存档于2013-03-07）
16. ↑  Bagehot, p.75
17. 1 2 3  , UK Parliament, 2002  [2016-03-20], （原始内容存档于2012-07-28）
18. ↑  , UK Parliament, 2008  [2016-03-20], （原始内容存档于2019-05-03）
19. ↑  , BBC News, 2007-11-07  [2008-04-27], （原始内容存档于2021-01-16）
20. ↑  . www.legislation.gov.uk.   [2023-04-15]. （原始内容存档于2021-09-02） （英语）.
21. ↑  . www.legislation.gov.uk.   [2023-04-15]. （原始内容存档于2023-07-27）.
22. ↑  Crabbe, p.17
23. ↑  , BBC News, 2006-01-24  [2008-04-27], （原始内容存档于2021-01-16）
24. ↑  , BBC News, 1999-05-17  [2008-10-10], （原始内容存档于2021-01-16）
25. ↑  , Welsh Assembly Government,   [2011-08-30], （原始内容存档于2011-10-26）
26. ↑  , Office of Public Sector Information,   [2008-10-10], （原始内容存档于2009-08-05）
27. ↑  Dyer, Clare, , The Guardian, 2003-10-21  [2008-05-09], （原始内容存档于2012-06-19）
28. ↑  , The UK Honours System, 2007-04-30  [2008-05-09], （原始内容存档于2008-06-09）
29. ↑  Cannon and Griffiths, pp.12–13 and 31
30. ↑  Cannon and Griffiths, pp.13–17
31. ↑  Cannon and Griffiths, pp.102–127
32. ↑  Fraser, pp.30–46
33. ↑  Fraser, pp.54–74
34. ↑  Fraser, pp.77–78
35. ↑  Fraser, pp.79–93
36. ↑  Ashley, pp.595–597
37. ↑  Fraser, pp.96–115
38. ↑  Fraser, pp.118–130
39. ↑  Fraser, pp.133–165
40. ↑  Cannon and Griffiths, p.295; Fraser, pp.168–176
41. ↑  Fraser, pp.179–189
42. ↑  Cannon and Griffiths, pp.194, 265, 309
43. ↑  Ashley, pp.636–647 and Fraser, pp.190–211
44. ↑  Cannon and Griffiths, pp.1–12, 35
45. ↑  Weir, pp.164–177
46. ↑  Ashley, pp.390–395
47. ↑  Ashley, pp.400–407 and Weir, pp.185–198
48. ↑  Cannon and Griffiths, p.170
49. ↑  Ashley, pp.407–409 and Cannon and Griffiths, pp.187, 196
50. ↑  Ashley, pp.409–412
51. ↑  Ashley, pp.549–552
52. ↑  Ashley, pp.552–565
53. ↑  Ashley, pp.567–575
54. ↑  Royal Arms, Styles, and Titles of Great Britain: Westminster, 20 October 1604
55. ↑  Fraser, pp.214–231
56. ↑  Cannon and Griffiths, pp.393–400
57. ↑  Fraser, p.232
58. ↑  Fraser, pp.242–245
59. ↑  Cannon and Griffiths, pp.439–440
60. ↑  Cannon and Griffiths, pp.447–448
61. ↑  Cannon and Griffiths, pp.460–469
62. ↑  , BBC,   [2008-10-14], （原始内容存档于2021-03-08）
63. ↑  Ashley, pp.677–680
64. ↑  Cannon and Griffiths, pp.530–550
65. ↑  Fraser, pp.305–306
66. ↑  Fraser, pp.314–333
67. ↑  , Government of Nova Scotia, 2001-10-11  [2016-03-20], （原始内容存档于2017-12-01）
68. ↑  Justice Rouleau in O'Donohue v. Canada 的存檔，存档日期2013-06-27., 2003 CanLII 41404 (ON S.C.)
69. ↑  Zines, Leslie (2008). The High Court and the Constitution, 5th ed. Annandale, New South Wales: Federation Press. ISBN 978-1-86287-691-0. p.314
70. ↑  Corbett, P. E., , The University of Toronto Law Journal, 1940, 3 (2): 348–359, ISSN 0042-0220, JSTOR 824318, doi:10.2307/824318
71. ↑  Scott, F. R., , The American Journal of International Law, 1944-01, 38 (1): 34–49, JSTOR 2192530, doi:10.2307/2192530
72. ↑  R v Foreign Secretary; Ex parte Indian Association, (1982). QB 892 at 928; as referenced in High Court of Australia: Sue v Hill HCA 30; 23 June 1999; S179/1998 and B49/1998 （页面存档备份，存于）
73. ↑  Matthew, H. C. G., , Oxford Dictionary of National Biography, 2004-09  [2008-04-20], （原始内容存档于2015-06-05）
74. ↑  Matthew, H. C. G., , Oxford Dictionary of National Biography, 2004-09  [2008-04-20], （原始内容存档于2021-02-14）
75. 1 2  , Commonwealth Secretariat,   [2016-03-20], （原始内容存档于2019-12-10）
76. ↑  Sayer, Jane E., , Oxford Dictionary of National Biography, 2004-09  [2008-04-20], （原始内容存档于2016-05-08） (Subscription required)
77. ↑  Flanagan, M. T., , Oxford Dictionary of National Biography, 2004-09  [2008-04-20], （原始内容存档于2016-03-03） (Subscription required)
78. ↑  Flanagan, M. T., , Oxford Dictionary of National Biography, 2004  [2008-10-14], （原始内容存档于2016-03-03） (Subscription required)
79. ↑  Ives, E. W., , Oxford Dictionary of National Biography, 2004-09  [2008-04-20], （原始内容存档于2016-05-08） (Subscription required)
80. ↑  . Official website of the British Monarchy.   [2010-08-03]. （原始内容存档于2018-12-25）.
81. ↑  . Official website of the British Monarchy.   [2010-08-03]. （原始内容存档于2018-12-25）.
82. ↑  Seely, Robert, , Britannia Internet Magazine, 1997-09-05  [2008-04-20], （原始内容存档于2011-04-10）
83. ↑  Grice, Andrew, , The Independent, 2016-03-20  [2008-04-20], （原始内容存档于2020-09-09）
84. ↑  , Ipsos MORI（英语：Ipsos MORI）, 2006-04  [2010-06], （原始内容存档于2011-07-18）
85. ↑   (PDF), Populus Ltd（英语：Populus Ltd）: 9, 2007-12-14-16  [2011-11-30], （原始内容 (PDF)存档于2011-05-11）
86. ↑  , BBC, 2007-12-28  [2011-11-30], （原始内容存档于2012-02-08）
87. ↑  , Official website of the British Monarchy,   [2010-06-18], （原始内容存档于2010-12-02）
88. ↑  , The Archbishop of Canterbury,   [2016-03-20], （原始内容存档于2018-01-08）
89. ↑  , Official website of the British Monarchy,   [2010-06-18], （原始内容存档于2010-12-02）
90. ↑  , Church of Scotland official website,   [2009-05-10], （原始内容存档于2009-04-17）
91. ↑  , Official website of the British Monarchy,   [2016-03-22], （原始内容存档于2013-08-01）
92. 1 2  , Official website of the British Monarchy,   [2009-05-14], （原始内容存档于2015-05-31）
93. ↑  , Official website of the British Monarchy,   [2009-05-14], （原始内容存档于2021-01-16）
94. ↑  , British Broadcasting Corporation, 2011-10-28  [2011-10-28], （原始内容存档于2020-04-24）
95. ↑  , ITV News, 2013-07-22  [2013-11-07], （原始内容存档于2021-01-16）
96. ↑  ,   [2010-05-14], （原始内容存档于2020-08-06）
97. ↑  ,   [2010-05-14], （原始内容存档于2020-08-06）
98. ↑  ,   [2010-05-14], （原始内容存档于2020-08-06）
99. ↑  Bogdanor (1995), p. 55
100. ↑  , Ministry of Justice,   [2008-10-09], （原始内容存档于2020-08-06）
101. ↑  . 英国成文法数据库（英语：legislation.gov.uk）.   [2023-12-15]. （原始内容存档于2023-07-29）.
102. ↑  Ward, Victoria, , The Daily Telegraph,   [2022-09-11], （原始内容存档于2022-10-31）
103. 1 2  , Official web site of the British Monarchy,   [2010-06-18], （原始内容存档于2010-08-20）
104. ↑  , BBC, 2011-10-18  [2016-02-28], （原始内容存档于2017-01-01）
105. ↑  , Crown Estate,   [2016-03-20], （原始内容存档于2016-03-12）
106. ↑  , Crown Estate,   [2016-03-20], （原始内容存档于2016-03-16）
107. ↑  , Official web site of the British Monarchy,   [2010-06-18], （原始内容存档于2010-05-14）
108. ↑  , Duchy of Lancaster, 2011-07-18  [2011-08-18], （原始内容存档于2011-10-12）
109. ↑  , Official web site of the British Monarchy,   [2010-06-18], （原始内容存档于2011-09-25）
110. ↑  , Royal Collection,   [2012-03-30], （原始内容存档于2014-12-08）
, Royal Household,   [2009-12-09], （原始内容存档于2011-06-23）
111. 1 2  , Royal Household,   [2009-12-09], （原始内容存档于2011-05-01）
112. ↑  , Official web site of the British Monarchy,   [2010-06-18], （原始内容存档于2011-09-26）
113. ↑  . Republic（英语：Republic (political organisation)）.   [2015-08-20]. （原始内容存档于2015-10-17）.
114. ↑  Serafin, Tatiana, , Forbes, 2010-07-07  [2011-01-13], （原始内容存档于2012-06-28）
115. ↑  Darnton, John, , The New York Times, 1993-02-12  [2010-06-18], （原始内容存档于2011-05-13）
116. ↑  , The Times, 1971-06-11: 1
117. ↑  Pimlott, Ben（英语：Ben Pimlott） (2001). The Queen: Elizabeth II and the Monarchy. London: HarperCollins. ISBN 0-00-255494-1, p. 401
118. ↑  見英國零售價指數，数据來自Clark, Gregory. . MeasuringWorth. 2017  [2024-05-07].
119. 1 2  , Official website of the British Monarchy (The Royal Household),   [2009-07-14], （原始内容存档于2018-07-25）
120. 1 2  , Official website of the British Monarchy (The Royal Household),   [2009-07-14], （原始内容存档于2009-02-15）
121. ↑  , Official website of the British Monarchy (The Royal Household),   [2009-07-14], （原始内容存档于2009-02-15）
122. 1 2  , Official website of the British Monarchy (The Royal Household),   [2009-07-14], （原始内容存档于2009-02-16）
123. ↑  , Official website of the British Monarchy (The Royal Household),   [2009-07-14], （原始内容存档于2009-03-09）
124. ↑  , Historic Royal Palaces,   [2008-04-20], （原始内容存档于2007-12-18）
125. ↑  Royal proclamation reciting the altered Style and Titles of the Crown
126. ↑  外交部. . 贵州省外事办. 国家元首。全称为“托上帝洪恩，大不列颠及北爱尔兰联合王国以及其他领土和属地的女王、英联邦元首、基督教的保护者伊丽莎白二世”。[]
127. ↑  Fraser, p.180
128. ↑  , Archontology, 2007-08-18  [2008-10-10], （原始内容存档于2021-01-16）
129. ↑  Royal Titles Bill （页面存档备份，存于）. Hansard（英语：Hansard）, 3 March 1953, vol. 512, col. 251
130. ↑  Royal Style and Title （页面存档备份，存于）. Hansard, 15 April 1953, vol. 514, col. 199
131. ↑  Debrett's, 2008 edition, p. 43
132. ↑  一九八五年十月三十日香港立法局辯論正式紀録 （页面存档备份，存于）
一九八六年十月八日香港立法局辯論正式紀録 （页面存档备份，存于）
一九八七年十月七日香港立法局辯論正式紀録 （页面存档备份，存于）
133. ↑  .   [2021-12-06]. （原始内容存档于2022-07-05）.
134. ↑  .   [2021-12-07]. （原始内容存档于2022-03-17）.
135. ↑  香港康乐及文化事务署 维多利亚公园简介 （页面存档备份，存于）
香港康乐及文化事务署 维多利亚公园地图 图例10 维多利亚女皇铜像 （页面存档备份，存于）
136. ↑  香港康乐及文化事务署 香港动植物公园 英皇佐治六世铜像 （页面存档备份，存于）
香港康乐及文化事务署 香港动植物公园地图 图例 英皇佐治六世铜像 （页面存档备份，存于）
137. ↑  . zh.wikisource.org.   [2022-09-14]. （原始内容存档于2022-09-14） （中文）.
138. ↑  . zh.wikisource.org.   [2022-09-09]. （原始内容存档于2022-10-02） （中文）.
139. ↑  网易. . www.163.com. 2021-10-05  [2022-09-14]. （原始内容存档于2022-10-02）.
140. ↑  . 全國法規資料庫.   [2022-09-09]. （原始内容存档于2022-10-02）.
141. ↑  . sunzi.lib.hku.hk.   [2022-09-14]. （原始内容存档于2022-08-14）.
142. 1 2  . Alone in the Fart. 2016-03-18  [2022-09-09]. （原始内容存档于2022-10-08）.
143. ↑  陶傑. . 蘋果日報 (香港). 2011年3月8日  [2018年2月1日]. （原始内容存档于2018年2月1日）. 香港版的「那話兒」，口口聲聲登基做「皇帝」，把國王譯為「國皇」，字幕翻譯大亂。 King是「王」， Emperor才是「皇」。英國從來沒有過皇帝，只有國王。香港的英皇書院、皇仁中學，是前清的文人不諳英國憲政，把自己的同治光緒的銜稱投射到英國人身上。即使她的帝國涵蓋遠東，她叫英女王，不是英女皇。
144. ↑  . zh.wikisource.org.   [2022-12-16]. （原始内容存档于2023-04-04） （中文）.
145. ↑  . zh.wikisource.org.   [2022-09-16]. （原始内容存档于2022-09-16） （中文（繁體））.
146. ↑  庄钦永; 周清海.  (PDF).   [2022-09-14]. （原始内容存档 (PDF)于2022-11-06）.
147. ↑  國際化,雙語編排,文化整合,全球華人的雜誌, 台灣光華雜誌 Taiwan Panorama |. . 台灣光華雜誌 Taiwan Panorama | 國際化,雙語編排,文化整合,全球華人的雜誌.   [2022-09-29]. （原始内容存档于2022-10-02） （中文（臺灣））.
148. ↑  . 环球时报. 2023-01-11. 相关报道中，不少媒体把“英国女王”误成了“英国女皇”。
149. ↑  . 人民网. 2023-01-11. “女皇”则指女性皇帝，英国没有皇帝，自然也没有“女皇”。
150. ↑  . Watershed Hong Kong. 2021-02-06  [2022-09-14]. （原始内容存档于2022-09-14） （中文（香港））.
151. ↑  . www.info.gov.hk.   [2022-09-11]. （原始内容存档于2022-09-12）.
152. ↑  . 香港電台. 2022-12-26. 英王查理斯三世9月成為君主以來，首次向全國發表聖誕文告，期間流露對亡母、已故女王伊利沙伯二世的懷念之情。
153. ↑  . 香港電台. 2022-09-10. 繼承英國王位的查理斯三世正式登基。他亦批准將女王伊利沙伯二世國葬日定為公眾假期。
154. ↑  "Quarterly, first and fourth Gules three lions passant gardant in pale Or armed and langued Azure (for England), second quarter Or a lion rampant within a double tressure flory-counter-flory Gules (for Scotland), third quarter Azure a harp Or stringed Argent (for Ireland), the whole surrounded by the Garter; for a Crest, upon the Royal helm the imperial crown Proper, thereon a lion statant gardant Or imperially crowned Proper; Mantling Or and ermine; for Supporters, dexter a lion rampant gardant Or crowned as the Crest, sinister a unicorn Argent armed, crined and unguled Proper, gorged with a coronet Or composed of crosses patée and fleurs de lis a chain affixed thereto passing between the forelegs and reflexed over the back also Or. Motto 'Dieu et mon Droit' in the compartment below the shield, with the Union rose, shamrock and thistle engrafted on the same stem."Brooke-Little, J.P., FSA.  Revised. London: Frederick Warne LTD. 1978: 205–222 [1950]. ISBN 0-7232-2096-4.
155. 1 2  , The Royal Household,   [2011-05-09], （原始内容存档于2015-11-05）
156. ↑  , Official website of the British Monarchy,   [2010-06-18], （原始内容存档于2009-12-28）